# Miedziana
Miedziana (německy Küpper) je vesnice nacházející se na jihu Polska v Dolnoslezském vojvodství při hranici s Českou republikou. Zastavěná část má protáhlý charakter orientovaný od severu k jihu. Středem vesnice prochází taktéž od severu k jihu silnice, končící na jihu u domů na česko-polské hranici a na severu volně navazující na vesnici Bierna.

## Galerie

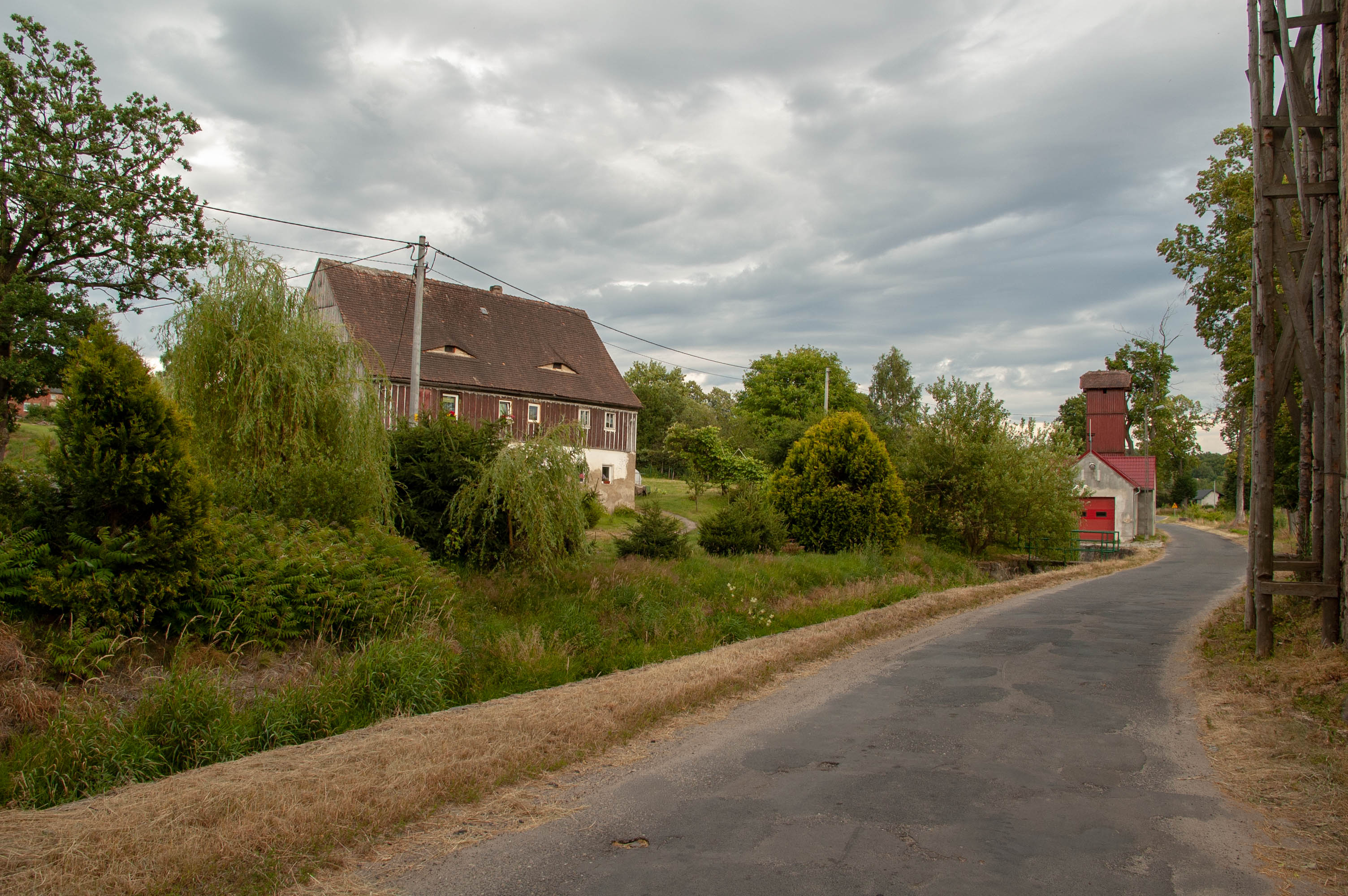
Dům a požární zbrojnice
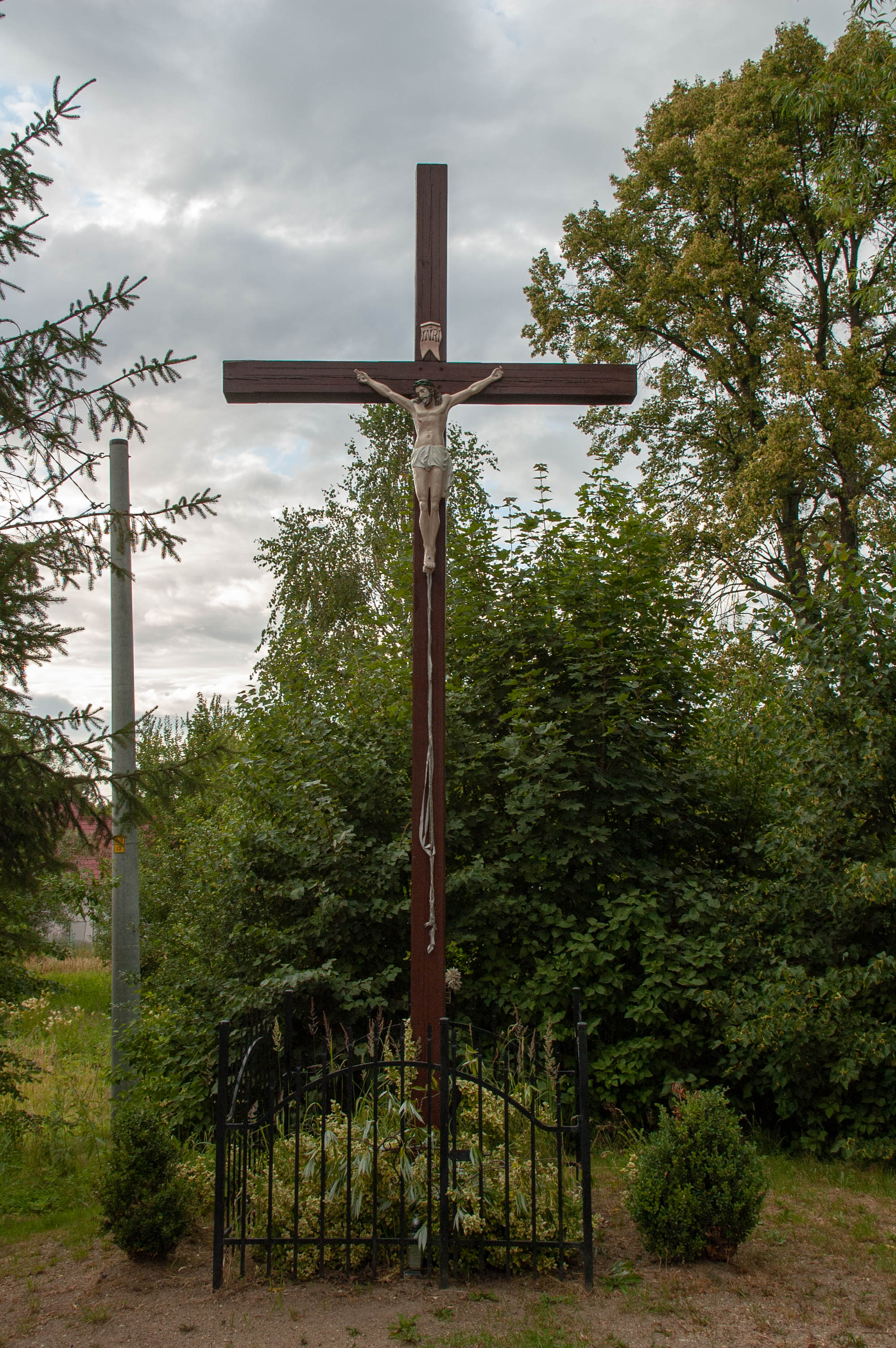
Dřevěný kříž u cesty
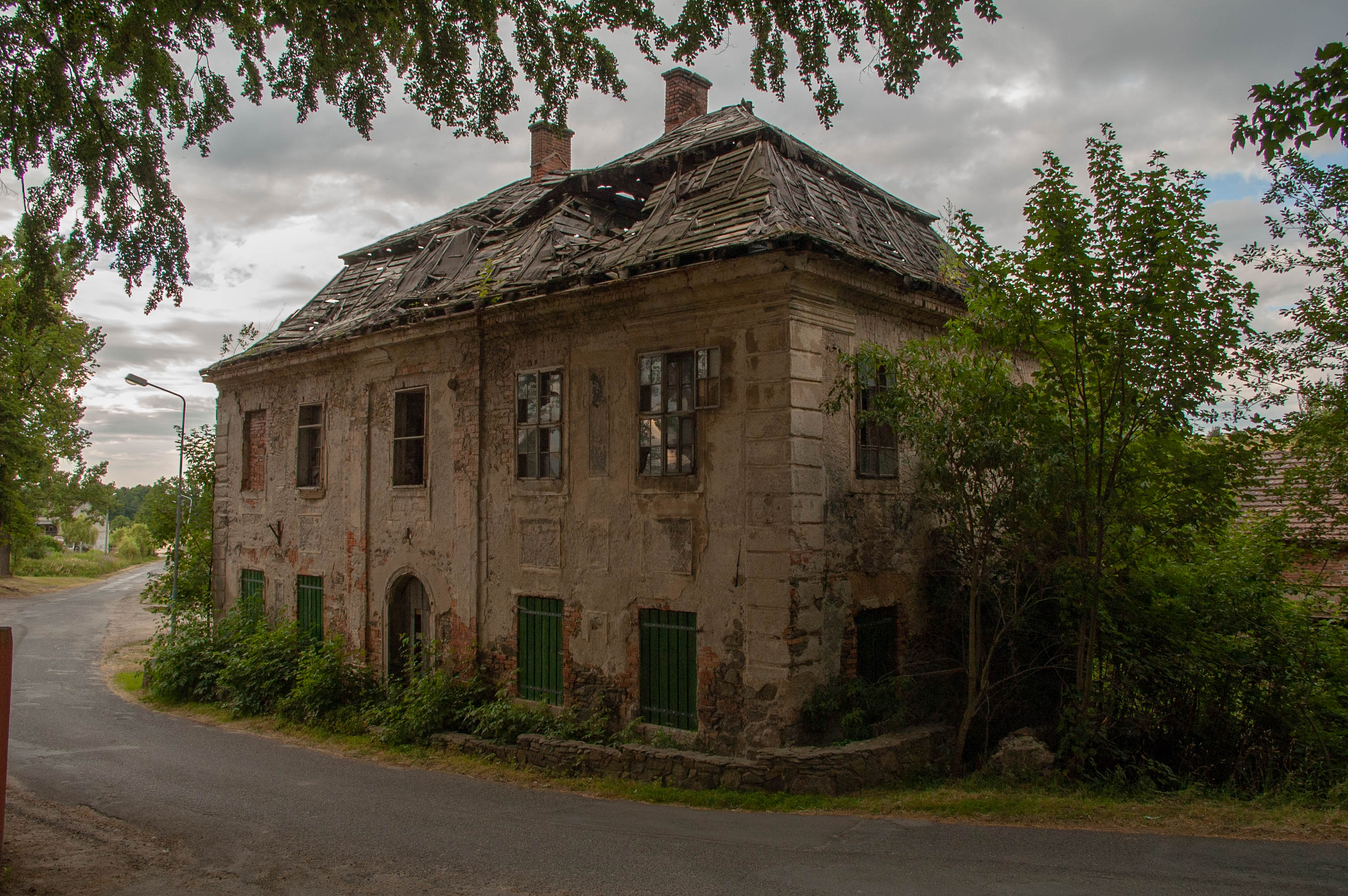
Opuštěná barokní stavba
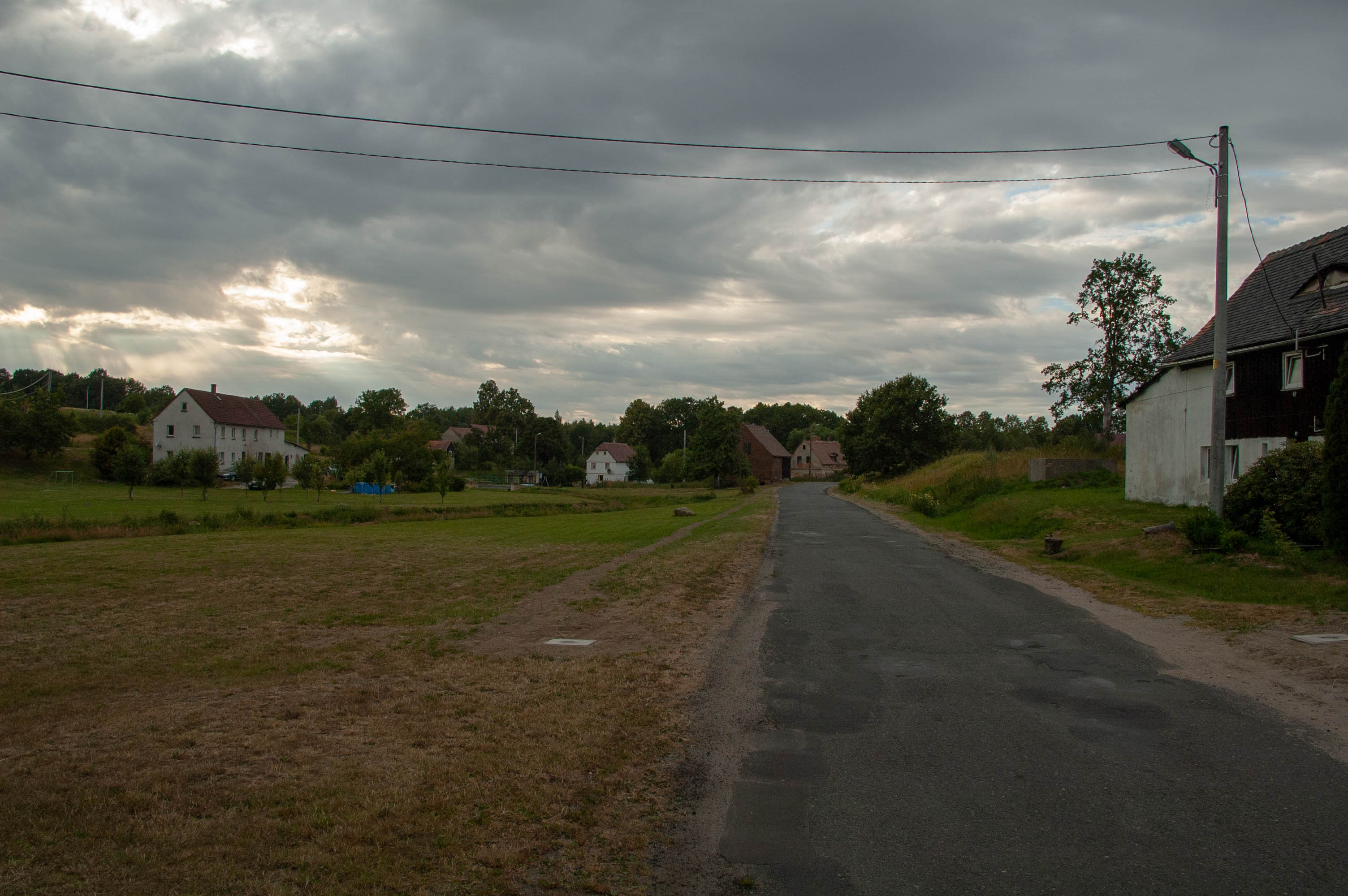
Pohled do vsi na domy